# Balbisia aphanifolia
Balbisia aphanifolia là một loài thực vật có hoa trong họ Vivianiaceae hoặc họ Francoaceae nghĩa rộng (s. l.). Loài này được August Heinrich Rudolf Grisebach miêu tả khoa học đầu tiên năm 1879 dưới danh pháp Wendtia aphanifolia. Năm 1973 Armando Theodoro Hunziker và Luis Ariza Espinar chuyển nó sang chi Balbisia.

## Phân bố
Loài này được tìm thấy tại tây bắc Argentina.